# 6767 Shirvindt
6767 Shirvindt este un asteroid din centura principală de asteroizi.

## Descriere
6767 Shirvindt este un asteroid din centura principală de asteroizi. A fost descoperit pe 6 ianuarie 1983 la Observatorul de Astrofizică din Crimeea de Liudmila Karacikina. El prezintă o orbită caracterizată de o semiaxă mare de 2,67 ua, o excentricitate de 0,14 și o înclinație de 9,4° în raport cu ecliptica.